# 베냉의 국장

베냉의 국장

베냉 인민 공화국 당시의 국장

베냉의 국장은 1964년에 처음 제정되었으며 1975년에 폐지되었다가 1990년에 다시 제정되었다.
국장 가운데에는 네 개의 작은 공간으로 나뉜 방패가 그려져 있다. 방패 왼쪽 상단에는 솜바인의 건축 양식으로 지어진 성곽이 그려져 있으며 오른쪽 상단에는 별 모양의 베냉의 훈장이 그려져 있다. 방패 왼쪽 하단에는 야자나무가 그려져 있으며 오른쪽 하단에는 항해하는 선박이 그려져 있다.
방패 위쪽에는 두 개의 뿔이 그려져 있으며 뿔 안에는 옥수수 알이 들어 있다. 뿔과 옥수수 알은 번영을 의미한다. 방패 양쪽에는 베냉을 상징하는 동물인 두 마리의 표범이 그려져 있으며 국장 아래쪽에 있는 리본에는 베냉의 나라 표어인 "우애, 정의, 노동"("Fraternité, Justice, Travail")이 프랑스어로 쓰여져 있다.